# Ranunculus amplexicaulis
Ranunculus amplexicaulis L. – gatunek rośliny z rodziny jaskrowatych (Ranunculaceae Juss.). Występuje naturalnie w środkowej i północnej części Hiszpanii oraz w południowej Francji. 

## Morfologia
PokrójBylina o nagich pędach. Jest karłowata lub niskiego wzrostu.
LiścieLiście odziomkowe mają jajowato lancetowaty kształt. Osadzone są na ogonkach liściowych. Liście łodygowe są siedzące, ściśnięte u podstawy.
KwiatyDorastają do 20 mm średnicy. Mają białą barwę. Działki kielicha są zielone, nagie i szybko opadają.

## Biologia i ekologia
Rośnie na górskich łąkach. Występuje na wysokości do 2500 m n.p.m. Kwitnie od czerwca do sierpnia.